# Cleisostoma recurvum
Cleisostoma recurvum là một loài lan.

## Hình ảnh

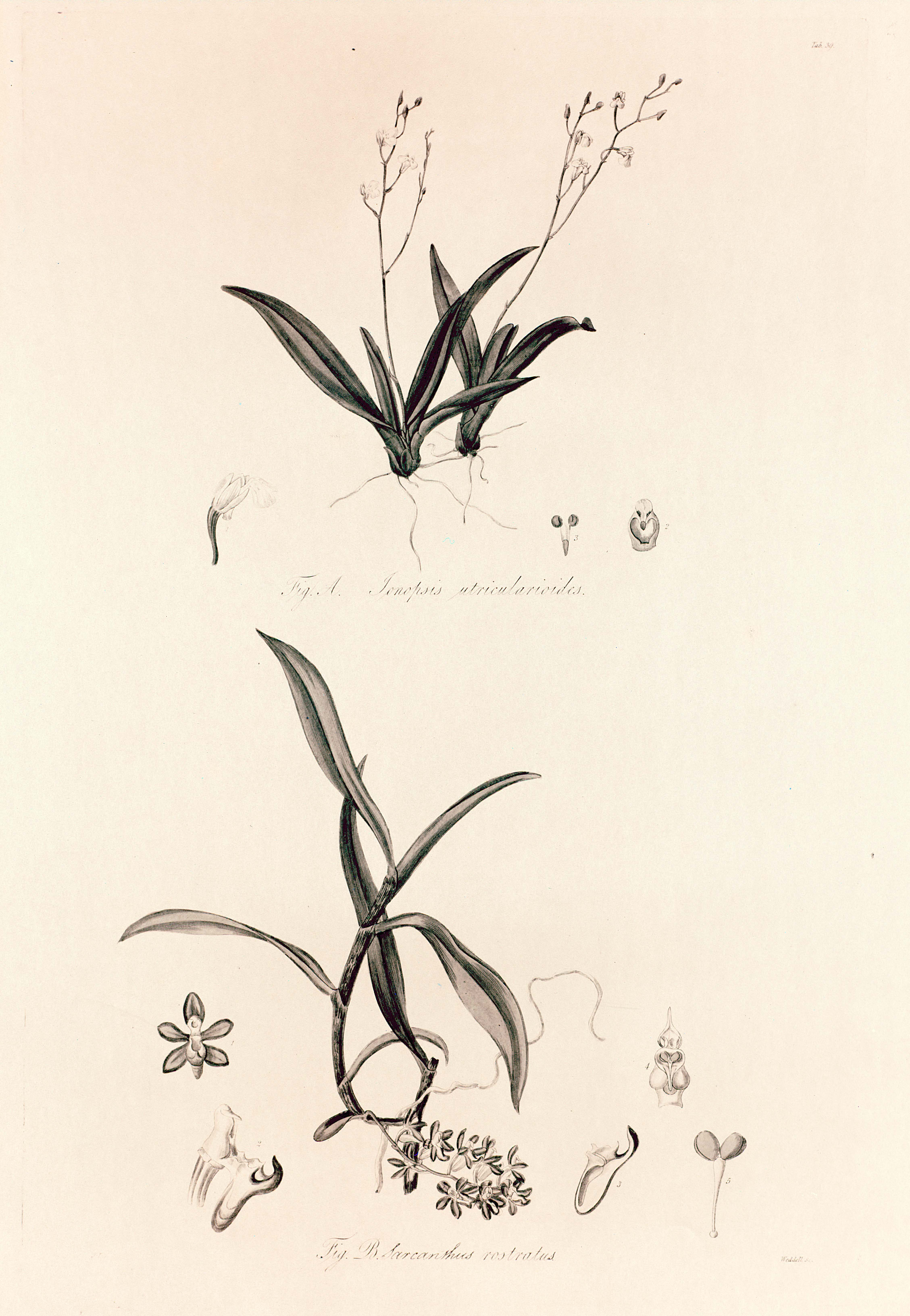